# Szelestyehuta
Szelestyehuta (románul: Poiana Codrului) település Romániában, Szatmár megyében.

## Fekvése
Szatmár megyében, Szinérváraljától délre, Mogyorós, Alsóhuta és Oláhtótfalu között fekvő település.

## Története
Szelestyehuta nevét 1272-ben Stylytebuk néven említették először az oklevelekben.
A település a tatárjárás előtt a Dienesfiak birtoka volt.
V. István király ajándékozta oda Mykolának, Fylpy ispán fiának.
Szelestye néven a meggyesi uradalomhoz tartozott.
A szatmári béke után Erdőd királyi adomány útján jutott Károlyi László birtokába.
Az erdődi uradalomhoz tartozó Bükkalja-hegységben Szelestyén, a gróf Károlyi család tagjai a 18. század közepe táján építették az első üveghutát, mely egyben nagy mennyiségű hamuzsírt is termelt.
A 18. század végén azonban, mivel itt a tüzelőanyag elfogyott, az üveghutát az erdődi uradalomhoz tartozó Glód-pusztára helyezték át, majd innen ugyancsak a tüzelőanyag elfogyta miatt helyezték át Glódról Óhutára, ahol 1801-től működött.
Szelestyéről 1847-ben, ittjártakor Petőfi Sándor is írt. Az eredeti kéziratot a Magyar Nemzeti Múzeum őrizte meg. Írásában üveghutai élményeit dolgozta fel.
Szelestyehutára a Károlyiak sváb telepeseket telepítettek le, ők építették fel a római katolikus templomot is, mely 1901-ben elpusztult, de újra felépítették.
Szelestyehután hajdan földvár is állt, azonban az a 15. században elvesztette jelentőségét.

## Nevezetességei
- Római katolikus templom